# Souvenir de Gilbert Nabonnand
'Souvenir de Gilbert Nabonnand' est un cultivar de rosier thé obtenu en 1920 par Clément Nabonnand, et baptisé en hommage à son père Gilbert Nabonnand (1828-1903), fameux obtenteur de rosiers thés sur la Côte d'Azur. Parfait pour le climat méditerranéen, il est très prisé pour son coloris complexe et raffiné.

## Description
'Souvenir de Gilbert Nabonnand' est un rosier à fleurs tétraploïdes aux tons abricot à rose-corail dont les bords sont nuancés de jaune, fortement parfumées,. Elles sont moyennes et très doubles (17-25 pétales) en forme de coupe et fleurissent en petits bouquets tout au long de la saison. Son buisson presque inerme au feuillage vert olive et sain s'élève jusqu'à 300 cm  lorsqu'il est conduit en grimpant, et jusqu'à 180 cm en buisson.
Sa zone de rusticité est de 6b à 9b. Ce rosier a besoin d'une situation ensoleillée pour s'épanouir pleinement. Il est parfait pour les climats méditerranéens.